# Joseph Smith

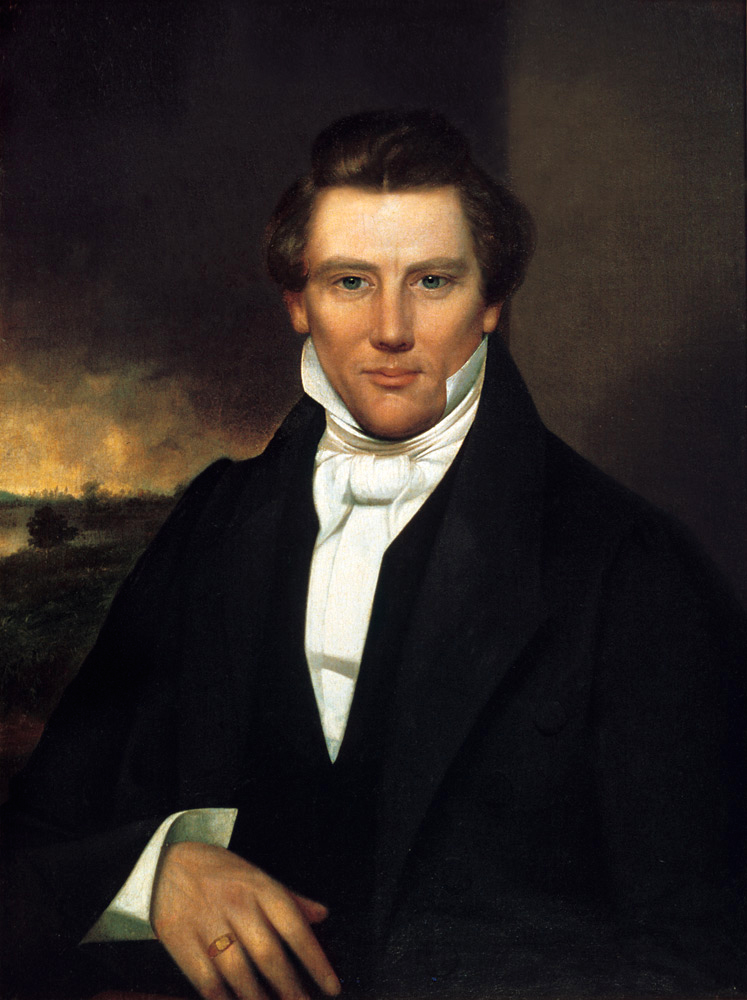
Porträt von Joseph Smith, Jr. (etwa 1842)

Joseph Smith, Jr. [ˈdʒoʊzɪf ˈsmɪθ] (* 23. Dezember 1805 in Sharon, Windsor County, Vermont, USA; † 27. Juni 1844 in Carthage, Illinois) war der Gründer der Kirche Christi. Er wird in der Kirche Jesu Christi der Heiligen der Letzten Tage, der Gemeinschaft Christi sowie in allen anderen Kirchen des Mormonentums als Prophet angesehen.

## Leben

### Herkunft und frühe Jugend

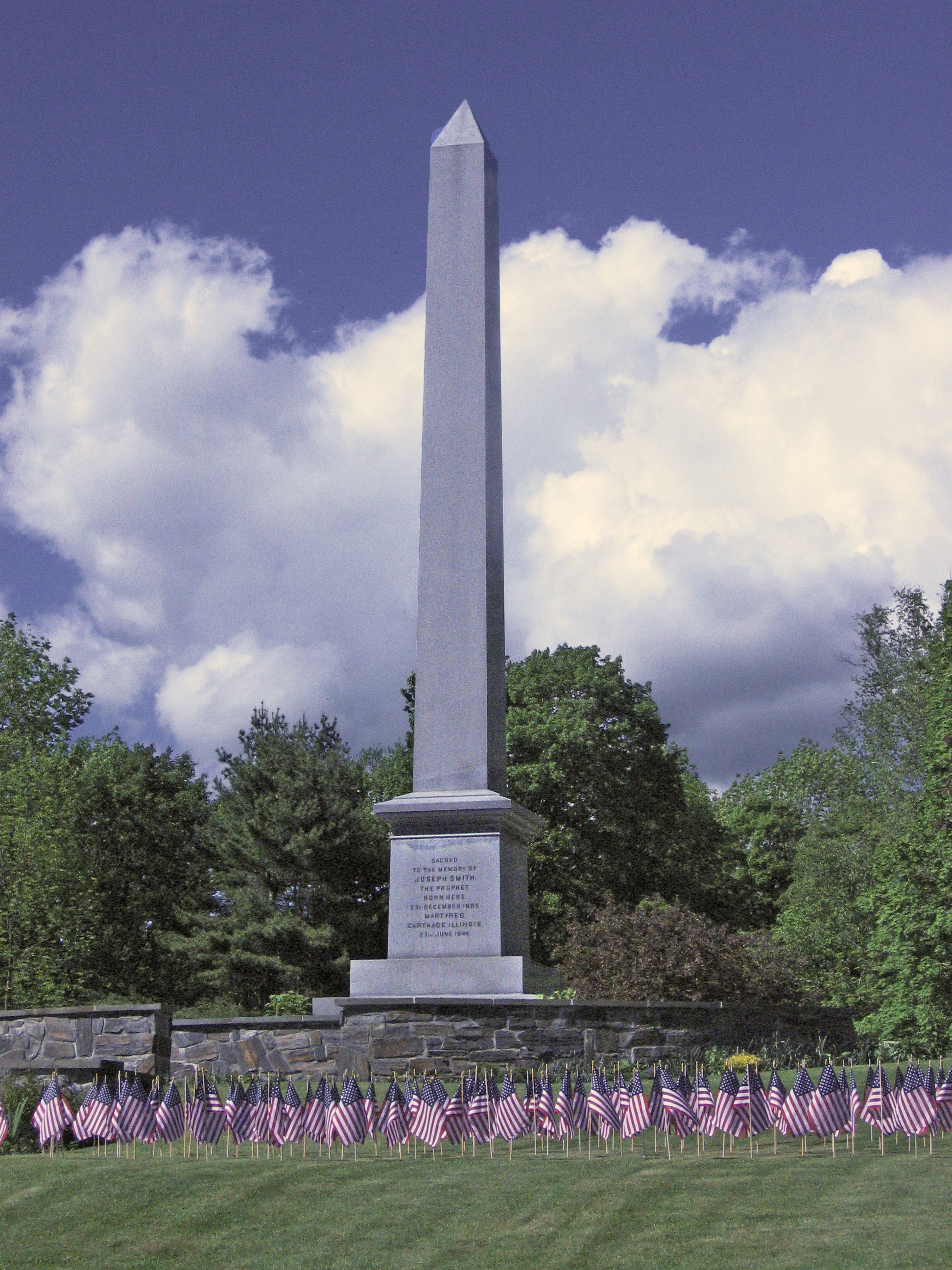
Das Joseph-Smith-Geburtsdenkmal

Joseph wurde als fünftes von elf Kindern von Joseph Smith, Sr. und Lucy Smith (geb. Mack) in Sharon, Vermont, geboren. Seine Familie war bibelgläubig. Die Eltern arbeiteten als Händler und Bauern. Die Familie hatte häufig mit wirtschaftlichen Schwierigkeiten zu kämpfen. Wegen geschäftlicher Fehlschläge und Missernten zog sie in der Hoffnung, nach dem jeweiligen Neuanfang ein besseres Leben zu finden, mehrmals innerhalb der nordöstlichen USA um. Die Familie Smith besserte ihr geringes Einkommen durch entgeltliche Schatzsucherei auf.
Auch Joseph Smith beteiligte sich in seinen jungen Jahren an der Schatzsucherei. In diesem Zusammenhang behauptete er, er besitze die Fähigkeit, mithilfe eines „Sehersteins“ verborgene Schätze und verlorene Gegenstände aufspüren zu können. Um dies zu tun, legte er einen „Seherstein“ in einen Zylinder und erhielt dadurch die Anhaltspunkte, wo die Schätze verborgen sein sollten. Mit dem Hervorkommen des Buches Mormon distanzierte er sich davon.
Im Alter von acht Jahren litt er an einer Knocheninfektion im Bein, die beinahe zur Amputation führte. Mit einer für jene Zeit ungewöhnlichen und äußerst schmerzhaften Operation konnte das Bein gerettet werden. Smith blieb von dieser Erkrankung zeitlebens ein leichtes Hinken.

### Entstehung des Buches Mormon und Gründung derKirche Christi
Die Ereignisse, die schließlich zur Gründung der Kirche Jesu Christi der Heiligen der Letzten Tage führen, begannen nach Smiths Angaben im Jahr 1820. Joseph Smith schildert seine Sicht der Dinge in einem Bericht, den er 1838 verfasste und dessen erster Teil heute unter der Bezeichnung „Joseph Smith – Lebensgeschichte“ einen Teil des Buches Köstliche Perle bildet, einer der kanonischen Schriften der von ihm später gegründeten Kirche. Darin berichtet er, im Frühjahr 1820 seien ihm als Antwort auf ein Gebet im Wald, um zu erfahren, „welche von allen Glaubensgemeinschaften recht hätte“, Gott der Vater und Jesus Christus erschienen. Dies sei nahe seinem elterlichen Haus in Manchester, New York, geschehen. Dieses Ereignis wird als „Erste Vision“ bezeichnet.
Er berichtet weiter, dass ihm am 21. September 1823 als Antwort auf ein Gebet mehrmals ein himmlisches Wesen erschienen sei, das ihn beim Namen nannte, sich als Bote Gottes mit dem Namen Moroni vorstellte und ihm Gottes Auftrag überbrachte, einen Bericht aus alter Zeit von goldenen Platten zu übersetzen, der „die Fülle des immerwährenden Evangeliums“ enthalten würde. Diese Platten seien vor langer Zeit auf einem Hügel, der später Cumorah genannt wurde, nahe seines Zuhauses verborgen worden.
1826 wurde Smith wegen „ordnungswidrigem Verhalten“ im Zusammenhang mit seiner Schatzsucherei angeklagt. Er wurde im Prozess „Staat New York gegen Joseph Smith“ für schuldig befunden, „ein unordentlicher Mensch und Hochstapler zu sein“, jedoch höchstwahrscheinlich nicht zu einer Strafe verurteilt. Um diese Zeit arbeitete Joseph Smith auf der väterlichen Farm sowie als Lohnarbeiter in der weiteren Umgebung.
Schließlich habe Joseph Smith am 22. September 1827 die Goldplatten an sich nehmen dürfen, um von ihnen eine Abschrift anzufertigen, die als das Buch Mormon bekannt wurde. Nach Smith’ Angaben übersetzte er die Platten anfangs mit Hilfe von zwei Sehersteinen, die er „Urim und Tummim“ nannte, aus einer Sprache namens „reformiertes Ägyptisch“. Seine Frau Emma Hales und sein Freund Martin Harris dienten ihm zu dieser Zeit als Schreiber. Das daraus entstandene englische Schriftstück, auch als Buch Lehi bekannt, von dem Joseph sagte, es sei auf 116 Seiten geschrieben worden, ging später verloren oder wurde gestohlen. In der Folge wurde Smith laut eigenen Angaben vom Herrn zurechtgewiesen, und er habe zeitweilig seine Fähigkeit, Übersetzungen anzufertigen, verloren.
Im Jahr 1829 nahm Joseph die Übersetzungsarbeit wieder auf. Smith behauptet, er habe fast den gesamten Text des heutigen Buches Mormon in diesem Jahr innerhalb von drei Monaten, von April bis Juni, von einer unbekannten Sprache, die im Buch Mormon als „reformiertes Ägyptisch“ bezeichnet wird, mit Hilfe eines „Sehersteins“ ins Englische übersetzt. Sein Schreiber in diesen Monaten war Oliver Cowdery, ein Lehrer aus Vermont. Gängige Sprachenverzeichnisse wie The World's Writing Systems (New York: Oxford University Press, 1996) von Peter T. Daniels und William Bright oder Roger D. Woodard (Hg.), The Cambridge Encyclopedia of the World's Ancient Languages (Cambridge University Press, 2004) erwähnen jedoch keine Sprache oder Schrift mit dem Namen „reformiertes Ägyptisch“.
Durch finanzielle Hilfe des wohlhabenden Nachbarn Martin Harris, einem der drei Zeugen, welcher bezeugte, die Platten gesehen zu haben, wurde Anfang 1830 die Übersetzung der Goldplatten – die erste Auflage des Buchs Mormon – in einer Auflage von 5000 Exemplaren in Palmyra, New York, gedruckt und am 26. März veröffentlicht. Am 6. April 1830 gründete Joseph Smith die Kirche Christi mit sechs weiteren Gründungsmitgliedern. Sie gewannen schnell weitere Anhänger dazu. 1831 zog er mit der Kirche nach Kirtland (Ohio), zwei Jahre später nach Jackson County im Bundesstaat Missouri um. Er behauptete, nach einer von ihm empfangenen „göttlichen Offenbarung“ habe dort der Garten Eden gelegen und dort würde noch vor dem Ende des 19. Jahrhunderts die Wiederkunft Christi stattfinden.
Gemeinsam mit einigen prominenten Gefolgsleuten wurde er im Mai 1842 Freimaurer in der Loge Nauvoo Masonic in Illinois.

### Polygynie

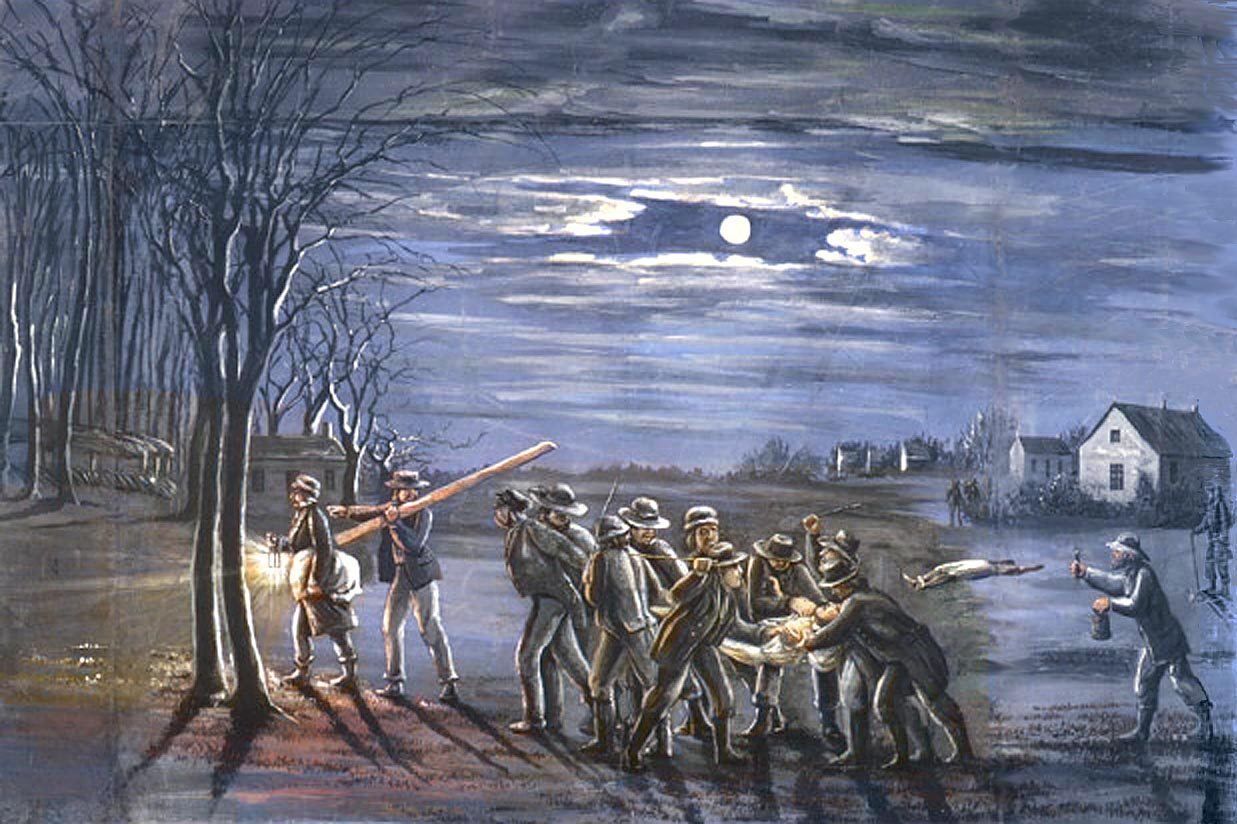
Ein Bild aus dem 19. Jahrhundert, das zeigt, wie Joseph Smith vom „Pöbel“ geteert und gefedert wird.

Joseph Smith begann in den 1830er Jahren, sexuelle Beziehungen zu anderen Frauen als seiner Ehefrau Emma aufzunehmen. Nach Erinnerung früher Anhänger soll er seit den frühen 1830er Jahren die Polygamie zu einem korrekten Prinzip erklärt haben. Bereits 1836 ging er eine Beziehung mit Fanny Alger ein, die von einigen als seine erste polygame Ehe angesehen wird. Er ließ sich 1835 oder 1836 nach Aussage einer Zeugin mit ihr von seinem Vertrauten Oliver Cowdery religiös trauen („siegeln“). Dies hielt er aber vor seiner ersten Ehefrau Emma geheim. Als diese im Herbst 1835 Joseph und Fanny in flagranti bei sexuellen Handlungen erwischte, warf sie Fanny aus dem Haus.  1841 versuchte er, eine sexuelle Beziehung zu Sarah Pratt aufzubauen, obwohl diese weiterhin mit Orson Pratt verheiratet und mit der Ehefrau von Joseph, Emma, gut befreundet war. Als sie sich darüber bei ihrer Nachbarin Lucinda Harris, einer anderen frühen Mormonin, beklagte, antwortete diese lachend: 

“How foolish you are! I don’t see anything so horrible in it. Why, I Am his mistress since four years!”

„Wie töricht du bist! Ich sehe darin nichts so Schreckliches. Warum auch, ich bin seit vier Jahren seine Geliebte!“

Diese Erzählung wird von einer polygamen Frau Brigham Youngs seit 1843, Harriet Cook Young, bestätigt, die angab, dass Smith in Missouri eine sexuelle Beziehung mit Sarah Pratt hatte. Um dies zu rechtfertigen, ließ er 1842 in Nauvoo die von dem Autor Udney Hay Jacob verfasste Schrift Peace Maker von der Druckerei der Kirche drucken und veröffentlichen. Darin propagierte dieser die Vielehe und bezeichnete sie als „celestiale“ oder „spirituelle Ehe“. Weil das Echo auf die Veröffentlichung verheerend war, distanzierte sich Smith öffentlich von der Polygynie, praktizierte sie aber insgeheim weiter. Smith gab an, am 12. Juli 1843 eine Offenbarung empfangen zu haben, die später als Abschnitt 132 in das Buch Lehre und Bündnisse aufgenommen wurde. Diese Offenbarung stellt das zeitweilige Prinzip der Polygamie bzw. Polygynie als ein von Gott akzeptiertes Prinzip dar. Anfangs wurde die Praxis geheim gehalten und nicht öffentlich bekannt gemacht, da sie sowohl innerhalb als auch außerhalb der Kirche auf starken Widerstand stieß. Am 12. Juli 1843 nahm er das göttliche Gebot der Polygynie schließlich förmlich in seine Lehren als Abschnitt 132 der Lehren und Bündnisse auf, hielt es aber im Unterschied zu seinen anderen Offenbarungen geheim. Es wurde erst 1852 von der Kirche veröffentlicht.
In Nauvoo ließ er sich am 5. April 1841 mit Louisa Beaman religiös trauen. In den folgenden 17 Monaten heiratete er über ein Dutzend weiterer Frauen. Einige dieser Frauen waren bereits mit anderen Männern verheiratet. Smiths Ehefrau Emma war mit diesen Mehrehen unzufrieden. Die Einführung der Polygamie führte zu erheblichen Spannungen sowohl innerhalb der Kirche als auch mit der Außenwelt.

### Offenbarungen
Als Teil des Prozesses der „Wiederherstellung“ der Kirche Jesu Christi behauptete Smith, dass ihm eine Vielzahl von Personen erschienen seien. Diese hätten Botschaften für ihn gehabt, hätten ihm Priestertumsvollmacht verliehen oder andere Instruktionen von Gott mitgeteilt. Diese Boten von Gott seien ihm als auferstandene Wesen erschienen. Unter den Mormonen wird Joseph Smith als Prophet verehrt. In Nauvoo, wo er von 1839 bis 1841 lebte, erhielt er besonders viele Offenbarungen wie etwa die Doktrin von der Totentaufe oder die Lehre, dass jeder Mensch nach seinem Tod selbst ein Gott werden könne.

### Haft, Präsidentschaftskandidatur und Tod
Auf Anordnung Joseph Smith’ kamen nach 1832 viele mormonische Siedler nach Jackson County, was zu Spannungen mit den Einheimischen führte. Dies lag einerseits an der eher ablehnenden Einstellung der Mormonen zur Sklaverei, die die meisten Missourianer befürworteten, andererseits aber an ihrem internen Zusammenhalt, der sich beim Abschluss von Geschäften und Wahlen bemerkbar machte: die Mormonen handelten nur miteinander und wählten ausschließlich ihre Koreligiösen in öffentliche Ämter. Das Parlament von Missouri siedelte die Mormonen daraufhin in das sehr dünn besiedelte Caldwell County um. Die Spannungen mit der nichtmormonischen Nachbarschaft blieben aber bestehen. Am 6. August 1838 kam es aus Anlass von Wahlen zu einer heftigen Schlägerei im benachbarten Daviess County, daran anschließend begannen die Missourianer, die zugewanderten Mormonen zu vertreiben. Smith forderte die Mormonen am 14. Oktober 1838 schließlich auf, sich zu rächen:
Die Mormonen begannen daraufhin, andere Missourianer anzugreifen und auszurauben und brannten etwa 50 Häuser nieder. Bei einem Gefecht zwischen Mormonen und der Miliz von Missouri starben schließlich drei Mormonen und ein Nichtmormone. Als Missouris Gouverneur Lilburn Boggs davon erfuhr, befahl er der Miliz, die Mormonen aus Missouri zu vertreiben. Die Miliz griff daraufhin die Mormonensiedlung Haun's Mill an und tötete achtzehn Mormonen. Am 1. November 1838 ergab sich Smith und erklärte sich bereit zu einem Verfahren vor einem Militärgericht. Boggs befahl dem Kommandanten der Miliz, General Doniphan, Smith am nächsten Morgen hinzurichten, Doniphan verweigerte aber diesen gesetzeswidrigen Befehl. Joseph Smith blieb danach von Dezember 1838 bis April 1839 unter der Anschuldigung des Hochverrates in Untersuchungshaft im Gefängnis von Liberty im Bundesstaat Missouri. Die öffentliche Meinung änderte sich in den folgenden Monaten zugunsten der Mormonen und der Gouverneur fürchtete, bei einem Gerichtsprozess könnten Smith und die anderen Gefangenen freigesprochen werden. Gegen ein Bestechungsgeld von 800 $ ließ der für die Bewachung zuständige Sheriff sie am 16. April 1839 laufen. Wieder in Freiheit, gründete Smith 1839 in Commerce am Mississippi River in Illinois die Stadt Nauvoo und richtete sich dort als Kaufmann und Gastwirt ein. Die Stadt erhielt vom Staat Illinois ein eigenes Statut; Smith wurde Bürgermeister und ernannte sich zum Generalleutnant der von ihm gegründeten Miliz, der Nauvoo Legion. Sie hatte fast halb so viele Männer wie die damalige Armee der USA, anschließend reichte Smith beim Kongress ein Gesuch ein, eine Armee aus 100.000 Mann aufzustellen. In Missouri wurde Smith weiterhin als flüchtiger Häftling gesucht, im Mai 1841 gelang es Sheriffs von dort, ihn festzunehmen, er erzwang aber mittels einer Haftprüfung seine Freilassung. Daraufhin prophezeite Smith, dass Lilburn Boggs innerhalb eines Jahres „eines gewaltsamen Todes sterben“ werde. Am 6. Mai 1842 wurde Boggs daraufhin bei einem Attentat durch Pistolenschüsse schwer verletzt. Als Schütze wurde der Mormone Porter Rockwell angeklagt, aber freigesprochen.
1844 kandidierte Smith für das Amt des Präsidenten der Vereinigten Staaten. Als Bürgermeister verfügte Smith am 10. Juni 1844 durch gemeinsamen Beschluss des Stadtrates, welcher überwiegend aus Mitgliedern der Kirche bestand, die Zerstörung der Druckstöcke und der Druckerpresse der Zeitung Nauvoo Expositor, da diese von der Gruppe als öffentliches Ärgernis betrachtet wurde. Die Zeitung hatte in ihrer ersten und einzigen Ausgabe über die Kirche und insbesondere Joseph Smith geschrieben, seine polygame Lebensweise sei anstößig und er sei ein „gefallener Prophet“. Der Herausgeber William Law gründete am 12. Mai 1844 eine eigene mormonische Kirche, die er „Reformierte Mormonenkirche“ nannte und die die Polygamie ablehnte. Dieser Angriff Smiths auf die Pressefreiheit wurde zum Anlass für seine Verhaftung durch Gouverneur Thomas Ford und brachte die nichtmormonischen Bewohner der Region gegen Smith auf.

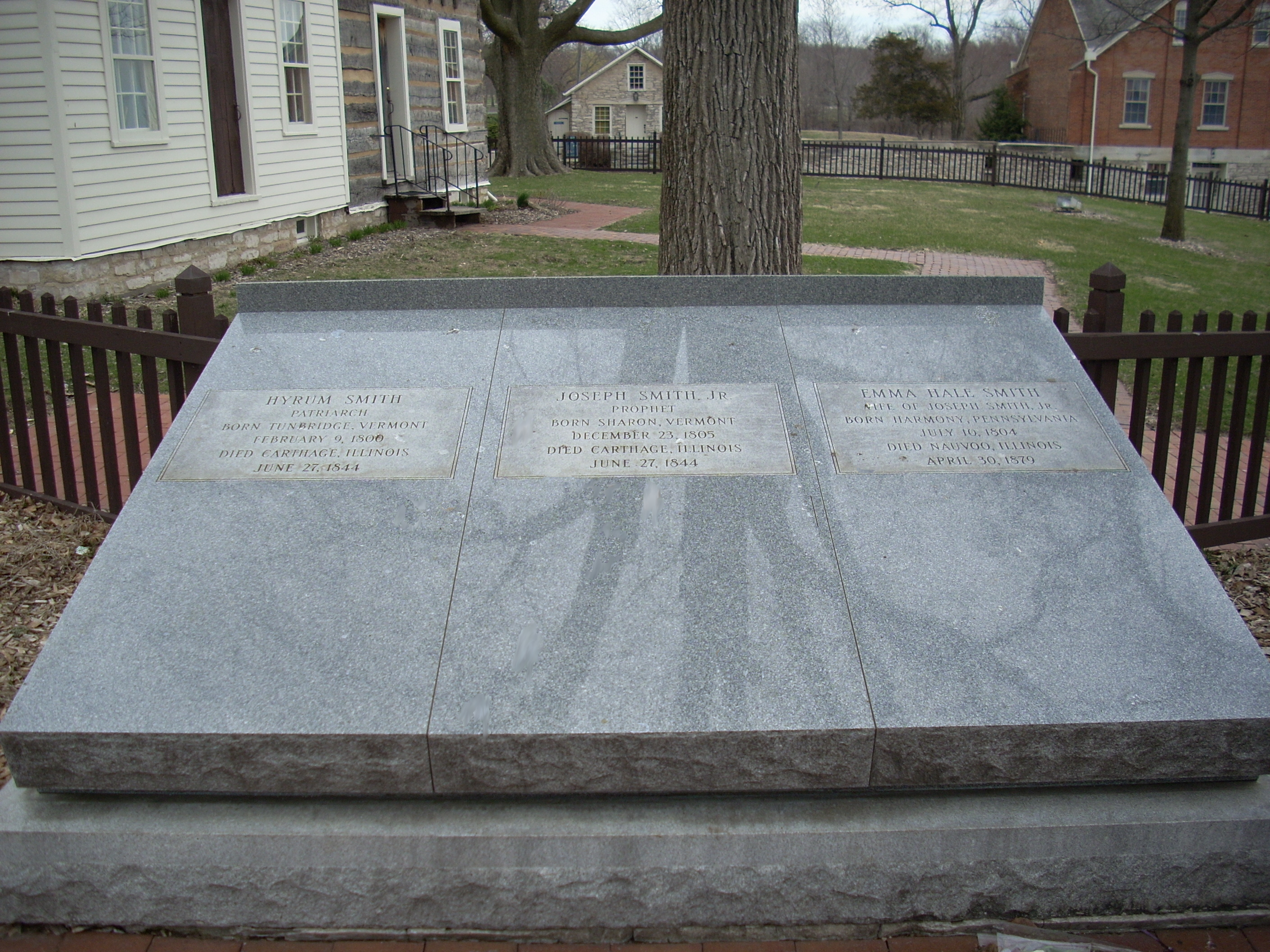
Grab von Joseph, Emma (Ehefrau) und Hyrum Smith (Bruder) in Nauvoo

Am 27. Juni 1844 war Smith zusammen mit seinem Bruder Hyrum als Untersuchungshäftling in einem Gefängnis in Carthage inhaftiert. Eine Gruppe von über 100 Milizsoldaten aus Warsaw drang in das Gebäude ein und drang zum Zimmer Joseph Smith’ vor. Dieser schoss zunächst sechs Kugeln aus einem eingeschmuggelten Revolver auf die Miliz ab. Beim anschließenden Versuch, aus dem Fenster zu springen – seine Zelle war der Schlafraum des Gefängniswärters im ersten Stock –, wurde er von zwei Kugeln im Rücken und von einer dritten am Kopf getroffen. Er fiel sechs Meter tief und wurde nach seinem Sturz noch mehrmals beschossen und von einem Bajonett durchbohrt. Seine letzten Worte waren: „Oh Herr, mein Gott“.
Damit war er der erste US-amerikanische Präsidentschaftskandidat, der während des Wahlkampfs ermordet wurde.

## Ehen und Nachkommen
Am 18. Januar 1827 heirateten in Pennsylvania Joseph Smith und Emma Hale aus Harmony. Die Hochzeit fand heimlich statt, da Emmas Vater dagegen war. Das Ehepaar hatte neun Kinder:
- Alvin Smith (1828–1828)
- Zwillinge Thaddeus und Louisa Smith (1831–1831)
- Joseph Smith III (1832–1914)
- Frederick Granger Williams Smith (1836–1862)
- Alexander Hale Smith (1838–1909)
- Don Carlos Smith (1840–1841)
- Männliches Kind (Totgeburt 1842)
- David Hyrum Smith (1844–1904)

Darüber hinaus wurden die Zwillinge Joseph Smith Murdock (1831–1832) und Julia Murdock Smith (1831–1880) adoptiert.
Smith praktizierte die Vielehe. Deren Bekanntwerden war einer der Faktoren, die ab 1837 zu Zerwürfnissen zwischen Joseph Smith und mehreren Führungspersönlichkeiten der Kirche der Heiligen der Letzten Tage führten. Von 1840 bis 1844 wurde Smith an 30 bis 40 Frauen „gesiegelt“. Die jüngste, Helen Mar Kimball, war 14 Jahre alt, die älteste, Fanny Young, 56 Jahre.
Nach Joseph Smiths Eheschließung mit Louisa Beaman und bevor er weitere alleinstehende Frauen heiratete, wurde er an 12 bis 14 Frauen „gesiegelt“, die bereits verheiratet waren. Emma empfand diesen Zustand als qualvoll.

## Kritik
Die Evangelische Kirche erkennt die Werke von Joseph Smith, insbesondere das Buch Mormon, nicht als weitere heilige Schrift an.
Zeitungen bezeichneten Smith im Jahre 1829 als Fälscher, eine Einschätzung, die noch heute von manchen protestantischen Christen und Religionskritikern vertreten wird. Eine Zeitung in Rochester schrieb:

„Das Buch Mormon wurde in unsere Hände gelegt. Ein schmählicherer Betrug wurde nie begangen. Es ist ein für Christen und Moralisten anstössiges Zeugnis der Täuschung,  Gotteslästerung und Leichtgläubigkeit.“

Mark Twain verspottete das Buch wegen seines langweiligen Stils als „gedrucktes Chloroform“ und wies darauf hin, dass die Redewendung „und es begab sich“ über zweitausendmal vorkommt.
Der Journalist Christopher Hitchens verglich Smith mit Mohammed, da z. B. beide umfangreich aus anderen Werken (u. a. dem Alten Testament) zitiert hätten, beide mehrfach verheiratet waren und beide wegen ihrer religiösen Vorstellungen verfolgt wurden und fliehen mussten. Joseph Smith habe nach Hitchens das Glück gehabt, in einer Gegend zu leben, in der ein starker religiöser Eifer herrschte und in der es indianische Grabhügel mit Grabbeigaben gab, sodass er eine Erklärung für die Herkunft der Goldplatten hatte.